# Sogar
Sogar is een bestuurslaag in het regentschap Tapanuli Tengah van de provincie Noord-Sumatra, Indonesië. Sogar telt 523 inwoners (volkstelling 2010).